# Omens (álbum de 3OH!3)
Omens (en español: Presagios) es el cuarto álbum del dúo electrónica estadounidense 3OH!3. Fue lanzado al mercado musical el 18 de junio de 2013 por Atlantic Records. El álbum contiene once canciones para la versión estándar y quince para la versión deluxe. Este es el primer álbum del dúo también a ser lanzado por Warner Music, después de firmar con el sello discográfico en 2012. También será su tercer disco a ser probablemente producido por Matt Squire, Benny Blanco, Dr. Luke y Greg Kurstin. El álbum contendrá elementos de música crunkcore, de música electrónica, de electro-rock y, por primera vez, una experimentación real del dubstep. Una versión japonesa de diecisiete pistas fue mencionado pero nunca se ha confirmado hasta la fecha.

## Sencillos
- El primer sencillo es la canción You're Gonna Love This, publicado 10 de julio de 2012. El vídeo fue lanzado 15 de septiembre de 2012.[5][6]
- El segundo sencillo es la canción Youngblood, lanzado 13 de noviembre de 2012. El vídeo fue liberado al día siguiente.[7][8]
- El tercer sencillo es la canción Do or Die, publicado el 18 de diciembre de 2012.[9]
- El cuarto sencillo es la canción Back to Life, publicado el 5 de marzo de 2013.  El vídeo fue lanzado el mismo día.[10][11]

## Lista de canciones
| N.º | Título                   | Duración |  |
| 1.  | «Omens»                  | 1:37     |  |
| 2.  | «Eyes Closed»            | 4:40     |  |
| 3.  | «You're Gonna Love This» | 3:31     |  |
| 4.  | «Black Hole»             | 3:28     |  |
| 5.  | «Make It Easy»           | 3:58     |  |
| 6.  | «Youngblood»             | 3:23     |  |
| 7.  | «Live for the Weekend»   | 3:53     |  |
| 8.  | «Back to Life»           | 3:45     |  |
| 9.  | «Hungover»               | 4:07     |  |
| 10. | «Two Girlfriends»        | 2:55     |  |
| 11. | «Do or Die»              | 3:31     |  |

| Edición deluxe |                    |          |  |
| N.º            | Título             | Duración |  |
| 12.            | «Slow Motion»      | 3:47     |  |
| 13.            | «Go Fuck Yourself» | 3:06     |  |
| 14.            | «New Girl»         | 3:21     |  |
| 15.            | «I've Become»      | 3:12     |  |
| 63:20          |                    |          |  |